# Molen nummer 3
Molen nummer 3 is een omstreeks 1648 gebouwde, achtkantige molen in de gemeente Zuidplas gelegen aan de Rottedijk. Het is de bovenste middelmolen van de schepradgang van zeven molens. Het scheprad zat vanaf de voorboezem gezien links.
De molen wordt bij het dorp Moerkapelle gerekend. De molen is een poldermolen type grondzeiler Vroeger pompte deze molen het water van De Wilde Veenen in de Rotte. Na het plaatsen van een gemaal in 1924 werd de molen overbodig. Daarom werd de molen tot de eerste bindlaag omstreeks 1926 afgeknot. Dat betekent dat de kap van de molen werd verwijderd. Sindsdien is de molen een woonhuis.
Wipmolen: Hertogmolen

Afgeknotte molens: Molen nummer 1 · Molen nummer 2 · Molen nummer 3 · Molen nummer 4 · Molen de Oorsprong · Aalsmeerse molen · Molen de Platluis